# جنایت واقعی

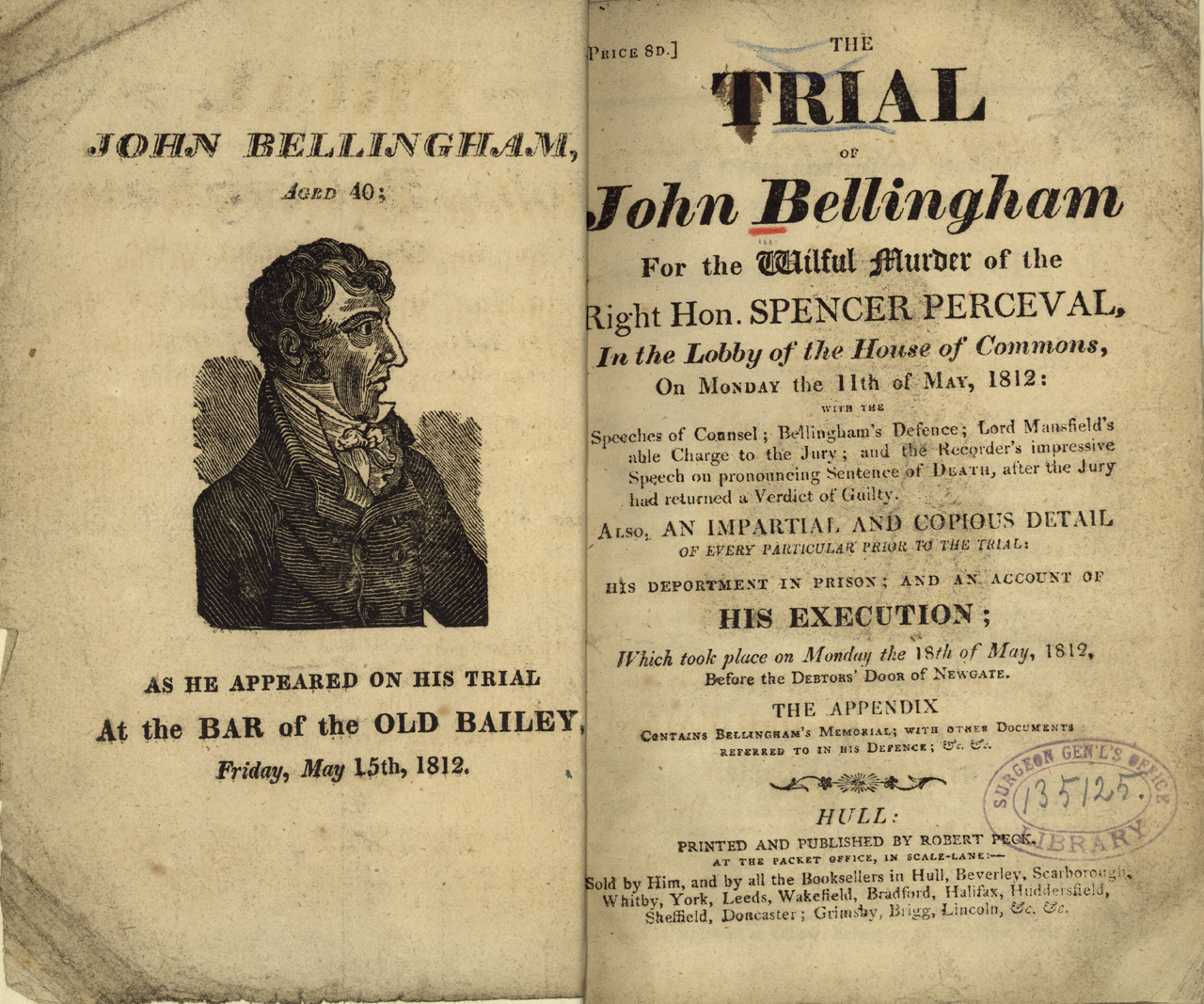
جنایت واقعیشرح محاکمه جان بلینگهام را برای قتل عمدی

جنایت واقعی (انگلیسی: True crime) گونه‌ای غیرداستانی در ادبیات و فیلم است که در آن، نویسنده مواد مورد نیازش برای نوشتن (یا فیلم‌سازی) را از جرم و جنایت‌های خیالی و به تبع آن، رفتار و اعمال افراد واقعی دخیل در آن جرم تأمین می‌کند.
از جرم‌هایی که بیشترین استفاده را در این گونه دارند، می‌توان به قتل عمد به همراه داستان آدم‌کش‌های زنجیره‌ای اشاره کرد که حدود ۴۰ درصد این ژانر را تشکیل می‌دهد (براساس یک نظرسنجی در ۲۰۰۲). زیرگونه‌های دیگری نیز وجود دارند مانند شرح حال مأموران پلیس و اخیراً برنامه‌های واقعی پلیس. بسته به نویسنده، این گونه می‌تواند به واقعیت‌های معتبر روش‌های روزنامه‌نگاری نیز پایبند باشد و متقاعدکننده به نظر برسد. برخی از آثار این گونه «کتاب‌های آنی» هستند که به سرعت تولید می‌شوند تا به درخواست عامه مردم برای آگاهی از اتفاقات روز، پاسخ دهند. این آثار را «فراتر از فرموله‌شده» و فوق‌العاده متعارف می‌خوانند. دیگر آثار ممکن است بازتاب سال‌ها تحقیق متفکرانه و دقیق باشند و شایستگی هنری پیدا کنند. در این میان هنوز جرم‌هایی تاریخی یا جرائمی ادعایی وجود دارند که به آن‌ها به دلیل ماهیت‌شان مانند ترورهای سیاسی، قتل‌های مشهور حل‌ناشده و مرگ افراد مشهور، پرداخته می‌شود. با این‌همه این گونه اتفاقات تاریخی واقعی را می‌آزمایند و برای این‌کار، مجموعه‌های تلویزیونی جنایت واقعی از بازسازی تاریخی بهره می‌برند تا به تصور بینندگان از وقایع کمک کنند.
کتاب هرج‌ومرج (۱۹۷۴) اثر وینسنت بولیوسی که در این ژانر قرار دارد و به قتل‌های چارلز منسون پرداخته، پرفروش‌ترین کتاب جنایت واقعی در تاریخ نشر است. کتاب در کمال خونسردی (۱۹۶۶) اثر ترومن کاپوتی در جایگاه دوم قرار دارد.